# قابوس بن المنذر
قابوس بن المنذر (الملقب بقينة العرس) هو أحد ملوك الحيرة عاصمة العراق في الجاهلية، وقد وصف بالضعف وباللين، ولذلك قيل له «فتنة العرس» و«قينة العرس» في بعض الروايات. وقد قتله رجل من يشكر، وسلب ما كان عنده وعليه.
وليس بصحيح ما زعمه حمزة نقلًا عن بعض الأخباريين من أن قابوسًا لم يكن ملكًا، وإنما قيل له ذلك؛ لأن أباه وأخاه كانا ملكين. فقد نعته يوحنا الأفسوسي في تأريخ الكنسي بـملك، ويوحنا الأفسوسي من الرجال الذين عاشوا في القرن السادس للميلاد. وقد توفي سنة «585م» تقريبًا. ولم يكن لينعته بـ «ملك» لو لم يكن قابوس ملكًا على الحيرة حقًّا. ويظهر أن الصورة التي رسمها الأخباريون لقابوس إنما حصلوا عليها من شعر الهجاء الذي قيل فيه، وأن ما أوردوه عنه من لين وضعف هو في حاجة إلى دليل، إذ يظهر من الموارد الأخرى مثل التواريخ السريانية أنه كان على العكس. وقد يكون لتوليه الحكم، وهو رجل متقدم في السن، أصل في ذلك الهجاء. فالذي يظهر من أخباره انه ولي الحكم وهو شيخ كبير. وأما اللقب الذي لقب به، وهو قينة العرس، فقد انتزعه الأخباريون من شعر منسوب إلى طرفة هجا فيه عمرو ابن هند وقابوساً، وهو قوله:
وقد ذكر المؤرخ «مارسليانوس» رجلاً اسمه قابوس، ذكره مع المنذر الثالث في حوادث سنة «536م». ويرى «روتشتاين» أن المراد به رجل آخر غير قابوس. فلو كان هو المقصود به كان قابوس إذن شيخاً هرماً حين انتقل الملك إليه، ولكنه لا ينفي مع ذلك جوازه. وقد أشرت إلى إرسال أخيه عمرو إليه في حملة انتقامية على عرب الشام، وذلك في سنة "566"وسنة «567م».
ولما تولى قابوس الحكم، أغار على بلاد الشام، وكان يحكم عرب الشام المنذر ابن الحارث بن جبلة إذ ذاك. وقد ذكر ابن العبري أن المنذر بن الحارث «كان نصرانياً وان جنوده كانوا نصارى كذلك». ولم يشر إلى نصرانية قابوس. ويفهم من جملة ابن العبري. «وقد أغار قابوس على العرب النصارى» ما يؤيد هذا الظن. وقد ظفر قابوس بغنائم عديدة أخذها وعاد بها غير أن المنذر جمع جيشه وسار يتعقبه. فلما التقى به، تغلب عليه، وأخذ منه أموالاً كثيرة وعدداً كبيراً من الجمال. ولما أعاد قابوس الكرة، انهزم، فذهب إلى الفرس يلتمس منهم عوناً ومدداً. ويظهر من رواية أخرى أن انتصار المنذر على قابوس كان في سنة "570" للميلاد. ويظهر من رواية لـ «يوحنا الأفسوسى» إن الملك قابوساً انتهز الفرصة عند وفاة الحارث بن جبلة، فباغت الغساسنة بهجوم مفاجئ في عقر دارهم، فأسرع عندئذ المنذر بن الحارث وجمع جمعه، وفاجأه بهجوم مقابل لم يتمكن قابوس من الثبات له، فانهزم هزيمة منكرة بحيث لم ينج من أصحابه إلا القليل. وقد فر هو ومن سار معه من الناجين في اتجاه نهر الفرات تاركاً عدداً من الأمراء اللخميين أسرى في أيدي المنذر. غير أن المنذر سار في إثرهم حتى كان على ثلاث مراحل عن الحيرة، ويرى نولدكه إن هذه المعركة هي معركة عين أباغ. وبعد قليل من هذه الهزيمة جرب قابوس حظه مرة أخرى، غير أنه مني بخسارة جديدة، وكانت هذه الغارة حوالي سنة «570م». وجرب قابوس حظه مرة أخرى منتهزاً فرصة القطيعة بين المنذر والقيصر جستن الأول، وهي قطيعة لا نعلم أسبابها على وجه التحقيق، وإنما يعزو ابن العبري سببها إلى مطالبة المنذر للقيصر بدفع مال إليه ليتمكن به من إعداد جيش قوي منظم يستطيع الوقوف به أمام الفرس. فأغار على حدود الروم وتوغل في الأرضين التابعة لهم حتى وصل أتباعه إلى منطقة «أنطاكية». وقد دامت تحرشات «عرب الفرس» بحدود الروم ثلاث سنين هي مدة القطيعة، حيث كان المنذر قد ذهب مع أتباعه إلى الصحراء فاحتمى فيها، ولم تنقطع هذه التحرشات إلا بعد مصالحة الروم له في الرصافة. حينئذ جمع المنذر أتباعه وفاجأ المناذرة بهجوم خاطف كابدت منه الحيرة الأمرين، وأطلق من كان في سجون الحيرة من أسرى الروم، وقد وقعت هذه المفاجأة حوالي سنة «578م». ويظن «روتشتاين» أنها وقعت بعد وفاة قابوس في عهد المنذر الرابع أخي «قابوس» وخليفته في الملك.